# Elīza Tīruma
Elīza Tīruma (* 21. August 1990 in Sigulda, Lettische SSR, Sowjetunion), geschiedene Elīza Cauce, ist eine ehemalige lettische Rennrodlerin.

## Leben und Karriere

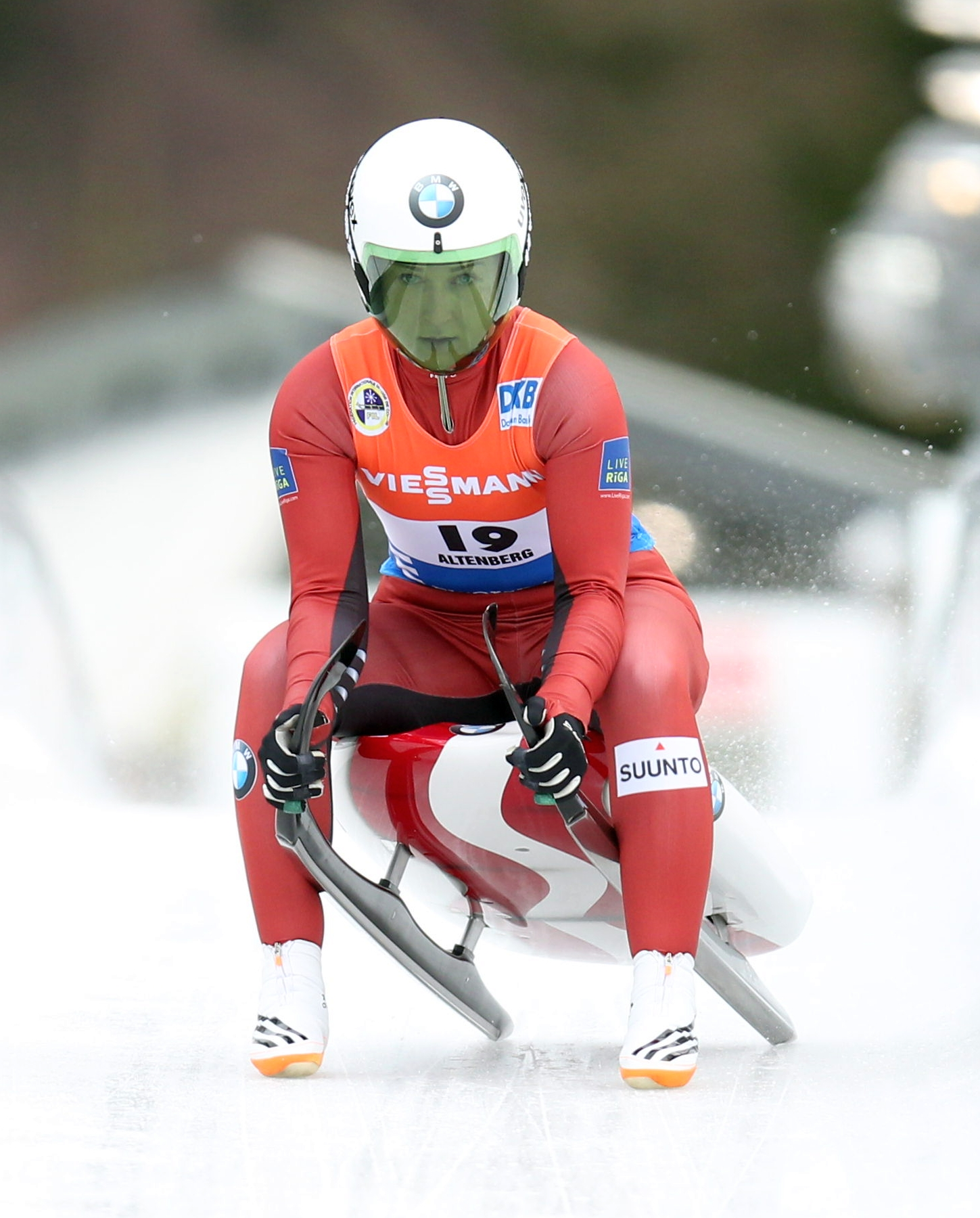
Tīruma beim Weltcup im Februar 2017 in Altenberg

Tīruma lebt in Ragana. Sie rodelt seit 2006 als Teil des lettischen Nationalteams, ihr Debüt im Rennrodel-Weltcup gab sie im November 2009 in Innsbruck-Igls. Eine Qualifikation für die Olympischen Winterspiele 2010 gelang nicht. In den Folgejahren konnte sich Tīruma im Weltcupteam der Letten etablieren.
Ihre erste Medaille gewann sie mit der Teamstaffel um Mārtiņš Rubenis und Andris Šics/Juris Šics bei den Europameisterschaften 2014 in Sigulda, wo sich Lettland lediglich Russland geschlagen geben musste. Bei den Olympischen Winterspielen 2014 in Sotschi gelang ihr im Einsitzer-Wettbewerb der Frauen der 12. Platz. Als bestplatzierte Lettin wurde sie daher für den Teamstaffelwettbewerb nominiert, hier gewann sie zusammen mit Rubenis und Šics/Šics die Bronzemedaille.
Bei den Europameisterschaften 2015 in Sotschi gelang erneut die Bronzemedaille, ehe die Saison 2015/16 Tīruma bis dahin erfolgreichste Saison wurde: Bei den Europameisterschaften 2016 in Altenberg gewann sie im Einsitzer und mit der Teamstaffel die Silbermedaille, die sie mit dem Team auch bei den Weltmeisterschaften 2016 am Königssee erreichte. An selber Stelle gewann sie bei den Europameisterschaften 2017 mit der Teamstaffel die Bronzemedaille. Im Weltcup zählte sie im Olympiazyklus 2014–2018 regelmäßig zu den Top 15 im Einsitzer der Frauen. Bei den Olympischen Winterspielen 2018 missglückte ihr der erste Lauf im Einsitzerwettbewerb, sodass sie lediglich den 16. Platz belegte; im Teamstaffelwettbewerb erhielt deshalb ihre Teamkollegin Ulla Zirne den Vorzug erhielt.
Bei den Europameisterschaften 2019 in Oberhof folgte erneut eine Bronzemedaille in der Teamstaffel. Ihre erste Einzelmedaille bei Weltmeisterschaften gelang 2020 in Sotschi beim Sprintwettbewerb. In der klassischen Disziplin missglückte der zweite Lauf aufgrund eines schweren Fahrfehlers, weshalb Kendija Aparjode den Vorzug in der Teamstaffel erhielt. Eine Woche nach den Weltmeisterschaften gelang ihr in Winterberg der erste Weltcupsieg im Einsitzer; ihre Leistungen im Weltcup waren jedoch zu schwankend, weshalb Aparjode ihre Teamkollegin als lettische Nummer eins ablöste.
Bei den Europameisterschaften 2021 auf ihrer lettischen Heimbahn in Sigulda wurde sie hinter ihrer Teamkollegin Elīna Ieva Vītola Sechste des Einsitzer-Wettbewerbs. Für die Teamstaffel erhielt sie jedoch aufgrund ihrer größeren Erfahrung den Vorzug; dort gelang der Gewinn der Silbermedaille. In der Gesamtweltcupwertung der Saison 2020/21 erzielte Tīruma mit dem sechsten Platz die beste Platzierung ihrer Karriere und verdrängte damit Aparjode wieder als lettische Nummer eins.

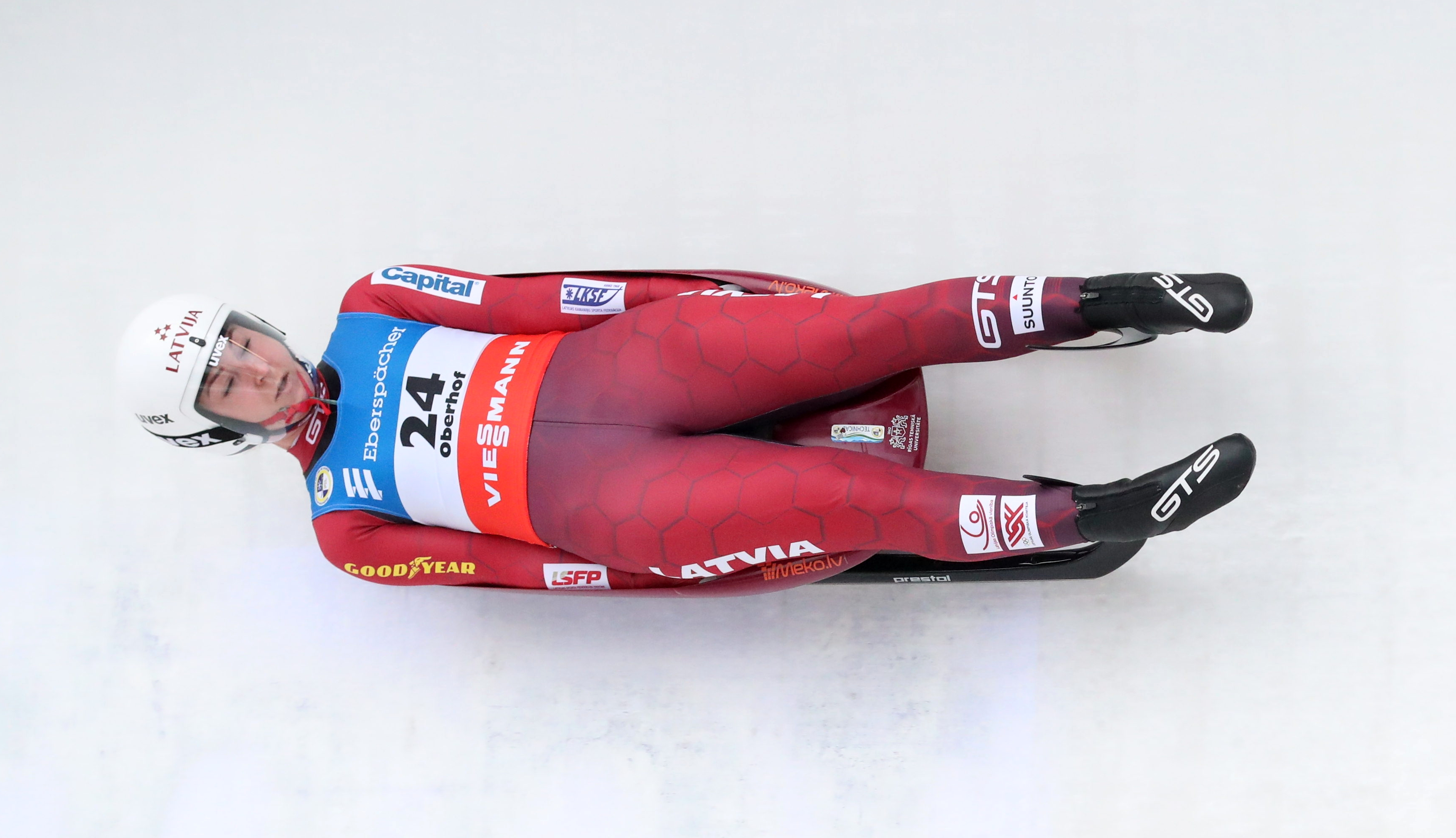
Tīruma beim Weltcup im Januar 2021 in Oberhof

Ihren ersten Weltcupsieg mit der lettischen Teamstaffel konnte sie in der Saison 2021/22 in Winterberg feiern. Auf derselben Bahn gelang ihr bereits der erste Weltcupsieg im Einzel zwei Jahre zuvor. Bei den Olympischen Winterspielen 2022 gelang ihr in der Teamstaffel zusammen mit Kristers Aparjods, Mārtiņš Bots und Roberts Plūme der erneute Gewinn der Bronzemedaille. Nach dem Ende der Saison beendete sie ihre Karriere.

## Persönliches
Ihre ältere Schwester Maija war ebenfalls als Rennrodlerin aktiv. Tīruma war verheiratet, ist jedoch seit 2020 geschieden und mit dem deutschen Rennrodler Toni Eggert liiert.

## Erfolge
- Olympische Spiele:
  - 2014:  in der Teamstaffel
  - 2022:  in der Teamstaffel

- Weltmeisterschaften:
  - 2016:  in der Teamstaffel
  - 2020:  im Sprint

- Europameisterschaften:
  - 2014:  in der Teamstaffel
  - 2015:  in der Teamstaffel
  - 2016:  im Einsitzer und  in der Teamstaffel
  - 2017:  in der Teamstaffel
  - 2019:  in der Teamstaffel
  - 2021:  in der Teamstaffel

### Weltcupsiege
Einzel
| Nr. | Datum         | Ort        | Bahn             |
| --- | ------------- | ---------- | ---------------- |
| 1.  | 22. Feb. 2020 | Winterberg | Veltins-Eisarena |

Teamstaffel
| Nr. | Datum        | Ort        | Bahn             |
| --- | ------------ | ---------- | ---------------- |
| 1.  | 2. Jan. 2022 | Winterberg | Veltins-Eisarena |